# 로마 제국의 유대사

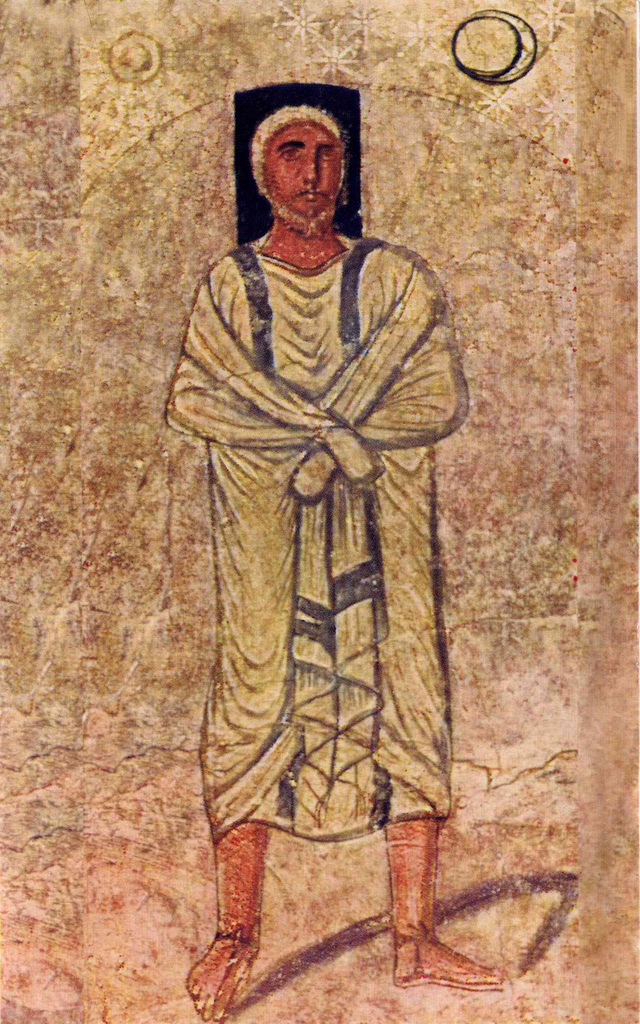
두라 에우로포스 시나고그의 3세기 벽화에서 여호수아 모습

로마 제국의 유대사(라틴어: Iudaeorum Romanum)는 로마 제국 시기 (기원전 27년 – 서기 476년) 유대인과 로마인 간의 상호 작용을 기술한다. 유대인 디아스포라는 경제적 어려움과, 기원전 4세기부터 1세기까지 프톨레마이오스 왕국과 셀레우코스 제국 간의 이스라엘 땅을 두고 일어난 끊임없는 전쟁으로 인해 이스라엘 땅, 아나톨리아, 바빌론, 알렉산드리아 등지에서 로마와 로마가 다스리던 유럽 영토로 발생하였다. 로마에서, 유대인 지역사회는 경제적으로 번성하였다. 유대인들은 서기 1세기에 이르러서는 로마 제국 인구에서 중요한 부분이 되었고, 일부에서는 700만에 이를 만큼 많이 잡기도 하였다. 그렇지만 이 수치에 대해서는 의심의 여지가 있는 편이다.
로마의 장군 폼페이우스는 예루살렘과 그 주변을 기원전 63년경에 정복하였다. 로마인들은 군림하던 유대의 하스몬 왕조 (기원전 140년부터 지배)를 폐위시켰고 로마 원로원은 기원전 40년에 헤로데 대왕을 '유대인의 왕'으로 선포하였다. 유대 지역, 사마리아, 이두메아 등은 서기 6년에 유대 속주가 되었다. 유대인-로마인들의 긴장은 서기 66년과 135년 사이 몇 차례의 유대-로마 전쟁을 유발했고, 이에 따라 70년에 예루살렘과 제2성전의 파괴 및 유대세의 설치 (이 세금을 낸 자들은 로마의 황제 숭배에 따른 제물을 바치는 의무에서 면제되었다)로 이어졌다.
하드리아누스 황제는 130년경 당시에 황폐화 된 예루살렘 지역에 아일리아 카피톨리나라는 이름의 새로운 식민지를 세우려 했었다. 또한 서기 1세기와 2세기 동안에, 기독교가 제2성전 시대 유대교에서 발전하기 시작하였다. 313년에, 콘스탄티누스와 리키니우스는 기독교를 공식 종교로서 공식적인 인정을 내려주는 밀라노 칙령을 반포하였다. 콘스탄티누스 대제는 이따금 비잔티움 제국의 시작 시기로 여겨지는, 330년경에 로마의 수도를 로마에서 콘스탄티노폴리스 ('새로운 로마')로 천도하였으며, 380년의 테살로니카 칙령으로, 기독교는 로마 제국의 국교가 되었다. 기독교도 황제들은 자신들의 유대인 백성들을 박해했고 이들의 권리들을 제한하였다.

## 로마의 유대인

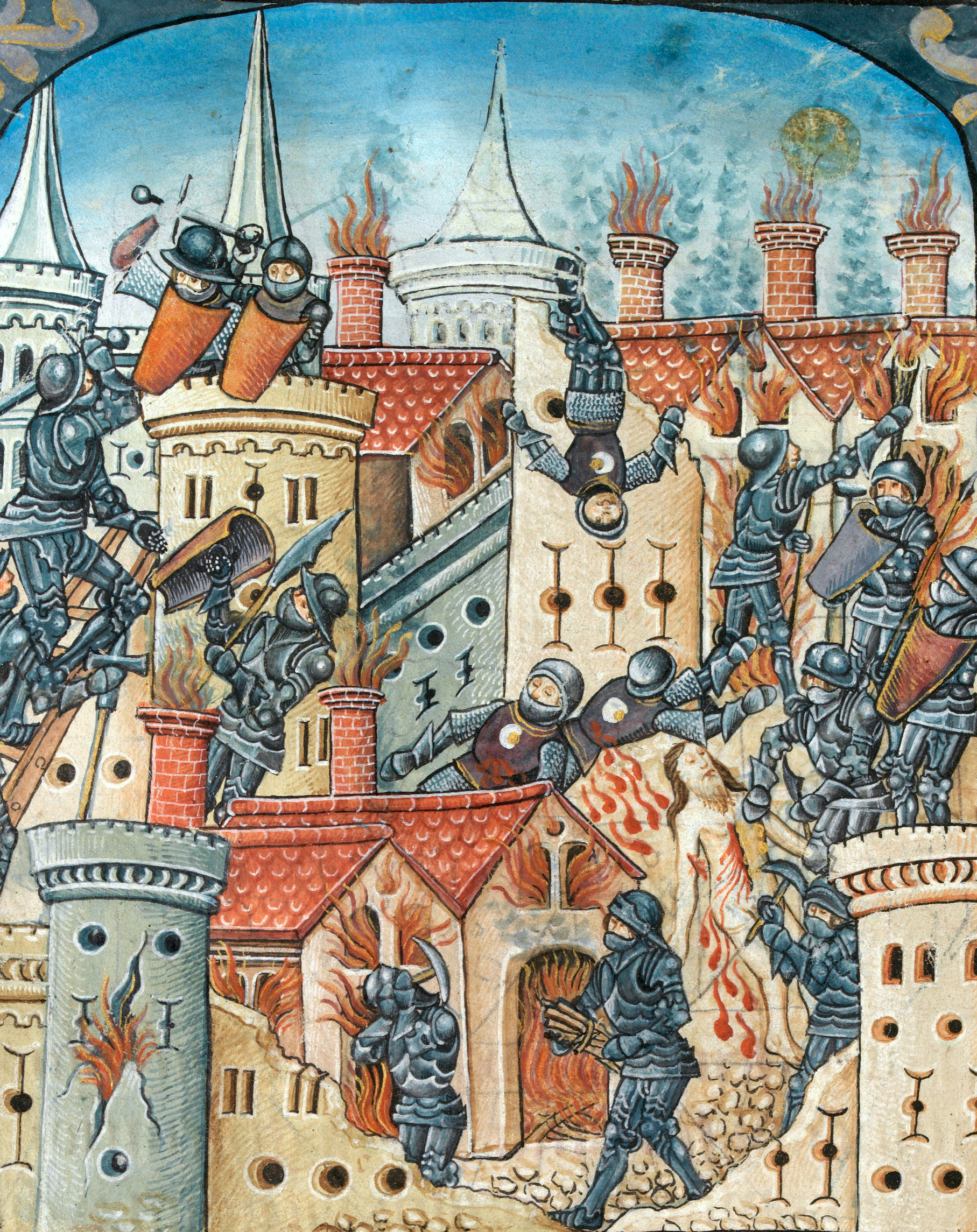
로마인들에 의한 예루살렘 포위와 파괴. 1504년경작.

'유대 대백과사전'에서 로마 부분에 따르면,
유대인들은 다른 어느 유럽 도시들보다 오래도록, 2,000년이 넘게 로마에서 살아왔다. 이들은 본래 알렉산드리아에서 온 이들로, 이 두 도시간의 활기 넘치는 상업 교류에 이끌렸다. 유대인들은 이르면 기독교 세기가 오기 두 세기 전부터 로마에서 지역 사회를 이루며 살았을 수도 있으며, 기원전 139년에 로마의 법무관 히스파누스는 로마 시민이 아닌 모든 유대인들을 추방시키는 칙령을 내기도 하였다.

'유대 대백과사전'은 기원전 1세기 말에 일어난 맹렬한 두 번의 내전인 두 하스몬 왕조 형제 히르카노스 2세와 아리스토불로스 2세 간의 유대 지역의 내전과, 율리우스 카이사르와 폼페이우스 간의 로마 공화정 시기의 내전을 연관시키고, 로마에서 유대인 인구의 형성을 다음처럼 묘사하였다:
... 로마의 유대인 지역사회는 급속도로 불어났다. 로마에 포로로 끌려온 유대인들은 같은 종교를 가진 자들이 몸값을 지불해주거나 자신들의 기이한 풍습을 불쾌해 하던 로마인 주인들이 풀어준 자들이다. 이들은 테베레강 오른쪽 강변에 무역상들로 정착했고, 이것이 로마의 유대인 지구의 기원이 되었다.

로마가 유대를 속주로 합병시키기 이전에도, 로마인들은 한 세기 하고도 반 세기 동안에 디아스포라로 로마에 정착한 유대인들과 교류하였다. 지중해 동쪽 지역의 많은 로마 속주 도시들도 기원전 6세기 때부터 퍼져나가던 커다란 유대인 지역 사회들을 품고 있었다.
동지중해 지역의 로마의 개입은 제3차 미트리다테스 전쟁 종전 이후 로마가 시리아 속주를 설치한 기원전 63년부터로 거슬러 올라간다. 폰토스의 미트리다테스 6세를 격퇴시킨 뒤, 프로콘술 폼페이우스 마그누스는 유대 지역을 확보하기 위해 남아 있었으며, 예루살렘 성전을 방문하기도 했었다. 과거의 왕인 히르카노스 2세는 기원전 48년에 율리우스 카이사르가 유대인들의 에트나르히스 (지방관)으로 승인해주었다. 기원전 37년에, 헤로데 왕국이 로마의 위성국으로 설치되었고 서기 6년에는 유대 속주라는 이름으로 로마 제국의 영토가 되었다.
로마 제국의 동방 영토에 있던 그리스 도시들에서, 그리스인들과 유대인들 사이의 긴장 사태가 종종 일어났다. 서기 90년경에 지필을 했던, 유대인 저술가 요세푸스는 유대인 지역 사회의 다수의 권리들을 부여하던, 율리우스 카이사르, 마르쿠스 폼페이우스, 아우구스투스, 클라우디우스 등이 반포한 칙령들을 인용하였다. 중요한 특권들로는 폴리스의 종교 의식에서 제외되는 권리와 '자신들의 선조들의 법률, 관습, 종교'를 따를 수 있는' 허용 등이 있었다. 유대인들은 또한 군 복무와 로마군에 식량을 제공하는 것에서 면제되었다고 한다. 요세푸스가 독자들에게 믿고 싶게 하는 것과는 대조적으로, 유대인들은 로마 제국에서 '렐리기오 리키타'라는 지위가 없었고 유대인에 관한 로마 제국의 모든 법령들이 긍정적이지 않았기에 요세푸스가 말한 이러한 권리들을 존재하지 않았다. 대신에, 유대인들에 대한 규정은 황제의 개인적 요구에 대한 반응으로 만들어졌다. 이 법령들은 요세푸스가 "지위를 위한 정치적 투쟁의 도구로" 사용하였다.
이들의 편파적인 시각 때문에, 칙령들의 진실성은 오랜 기간 의심되어 왔지만, 칙령들은 현재는 대게 사실인 것으로 여겨진다. 더욱이, 요세푸스는 부정적인 결정들을 생략하고 이 결정들이 보편적인 척하면서 한쪽의 이야기 만을 내놓았다. 이렇게, 그는 로마인들이 유대인들에게 고유의 관습과 종교 의식을 허락했다는 것을 나타내는 이데올로기적 메시지를 보여주었는데, 유대인들은 과거에 보호를 받았고 자신의 시대에도 이 칙령에 따라 여전히 보호를 받았다는 것이다.
칼리굴라 재위 (서기 37년-41년) 당시 경제 위기는 '로마와 유대인 사이 최초의 전면적인 단절'이라고 제시되는데, 그럼에도 서기 6년 퀴리니우스의 인구 조사 시기와 세야누스 (서기 31년 이전) 시기에 로마와 유대인 간의 문제가 이미 존재는 했었다.

## 유대-로마 전쟁

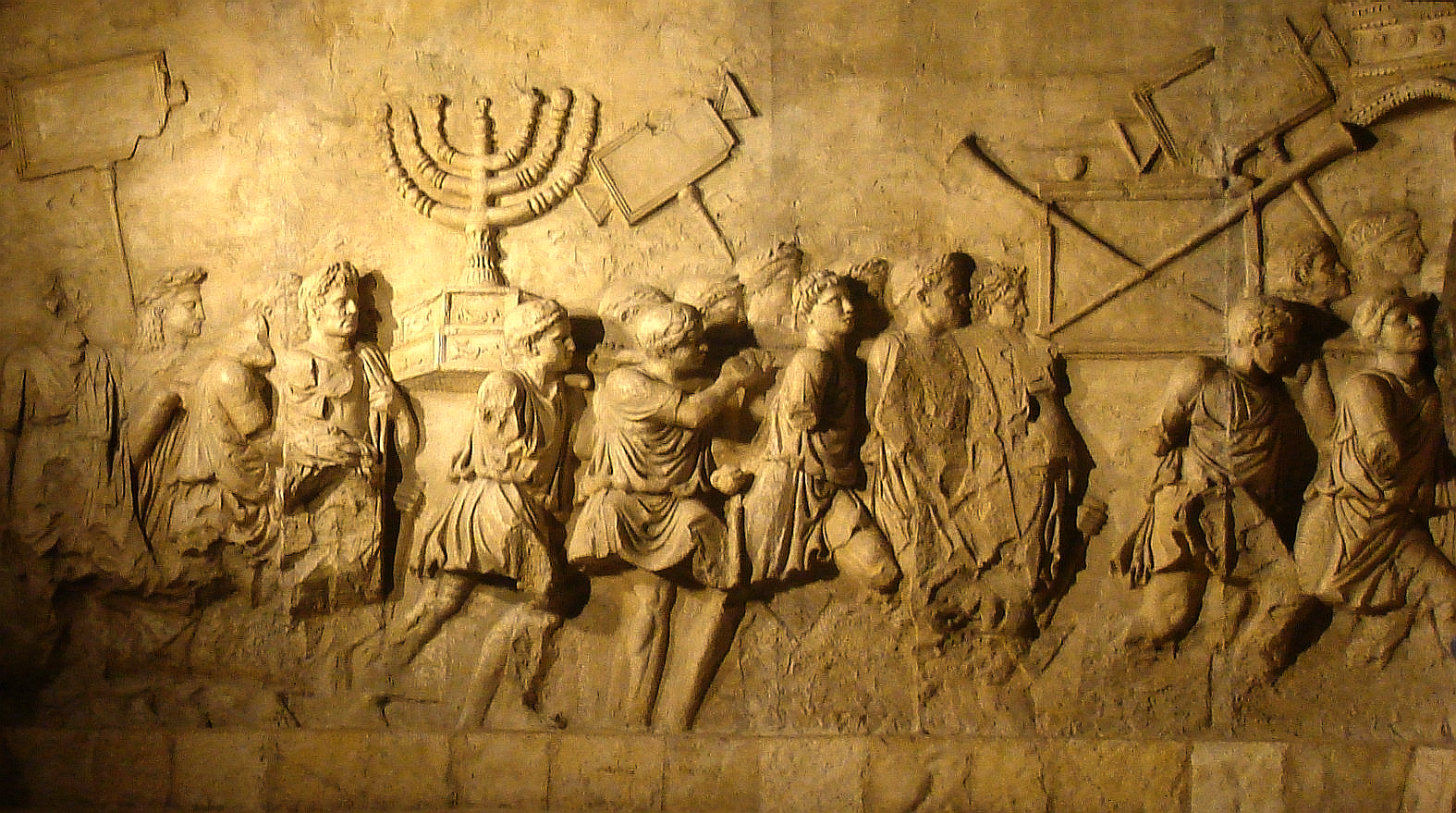
로마 개선식 중에 예루살렘 성전에서 약탈해온 메노라와 그 외 물품들을 묘사한, 로마에 있는 티투스 개선문의 부조

서기 66년에, 제1차 유대-로마 전쟁이 발발했다. 이 반란은 미래의 로마 황제 베스파시아누스와 티투스가 진압하였다. 서기 70년의 예루살렘 공방전 때, 로마인들은 예루살렘 성전의 많은 곳을 파괴했으며, 일부 기록들에 의하면, 성전에서 메노라 등의 유물들을 약탈했다고 한다. 유대인들은 115년–117년의 키토스 전쟁에도 불구하고 율리우스 세베루스가 132년-136년에 바르 코크바의 난을 진압하다 유대 지역을 파괴할 때까지 상당 수가 자기들 땅에서 계속 살았다. 985개 마을이 파괴되었고 유대 중부 지역의 유대인 인구 대다수가 근본적으로 사라졌으며, 이들은 살해당하거나 노예로 팔리고, 도망쳤다. 아일리아 카피톨리나로 이름이 바뀐 예루살렘에서 추방당한 유대인들은 이 시기부터 야브네가 있는 갈릴리에 집중되었다.
유대-로마 전쟁 (66년–135년) 이후, 하드리아누스는 유대 지역에서 유대인들에 대한 역사적 연관성을 지워버리기 위한 시도로서 유대 속주의 이름을 시리아 팔라이스티나로, 예루살렘을 아일리아 카피톨리나로 바꾸었다. 추가적으로, 70년 이후에, 유대인들과 유대교 개종자들은 유대세를 내야지만 자신들의 종교 숭배를 허락받았고, 135년 뒤에는 티샤 베아브 날 외에는 예루살렘에서 출입이 금지되었다.

## 디아스포라

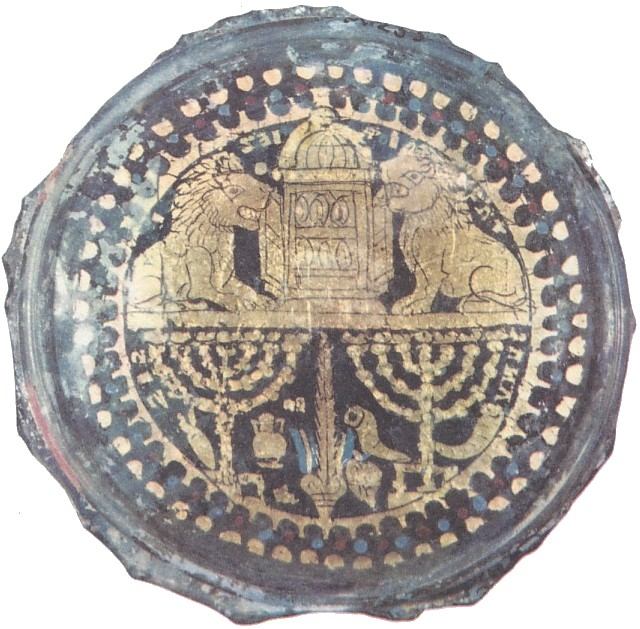
유대교 종교 의식을 묘사한, 로마에서 출토된 2세기 골드샌드위치유리

많은 유대인들은 로마 제국의 시민들이 되었다. 신약성경의 사도행전과 더불어 바울로 서신 등은 로마 제국의 도시들에서 많은 인구 수의 헬레니즘화 된 유대인들에 대해 자주 언급한다.
성전을 중심으로 한 종교에서 디아스포라의 전승을 중심으로 유대교 전통을 재구성하는 것에 대해 있어 핵심적인 중요 사항은 미슈나와 탈무드에서 발견된 토라에 대한 해석 발전이었다.

## 후기 로마 시대
바르 코크바의 난 실패에도, 유대인들은 상당한 수가 이스라엘 땅에 남아 있었다. 이곳에 남아 있던 유대인들은 이스라엘 땅의 점령자들에게 대항하여 수많은 경험과 무력 충돌을 겪었다. 가장 유명하고 중요한 유대교 문서들의 일부는 이 시기 이스라엘 도시들에서 편찬되었으며 예루살렘 탈무드, 미슈나 완성본, 니쿠드 체계가 그 예시들이다.
이 시기의 '타나임'과 '아모라임' 등이 유대교의 불문법을 조직하고 논한, 활동하던 랍비들이었다. 이때 유대교의 주요 인물은 유다 하나시로 부유한 랍비이자 최후의 타나임 중 한 명이며, 불분법의 해석자였다. 그는 로마의 권위자들과 좋은 관계에 있었는데, 이런 점은 팔레스타인의 유대인 지역사회 대표가 되는 데 도움을 줬다. 유다 하나시의 결정 사항들은 미슈나, 바라이타, 토세프타, 여러 미드라시 모음집에 포함되었다. 미슈나는 서기 200년이 얼마 안 되어 완성되었는데, 그가 한 것으로 추정된다. 미슈나에 대한 아모라임의 해설은 서기 400년경에 완성된 예루살렘 탈무드에 집필되었으며, 티베리아스가 한 것으로 보인다.
351년에, 파트리키우스 지도 하의 세포리스의 유대인들은 콘스탄티우스 2세 황제의 처남인 콘스탄티우스 갈루스의 지배에 맞서 반란을 시작하였다. 이 반란은 결국에 갈루스의 장군 우르시키누스에게 진압되었다.

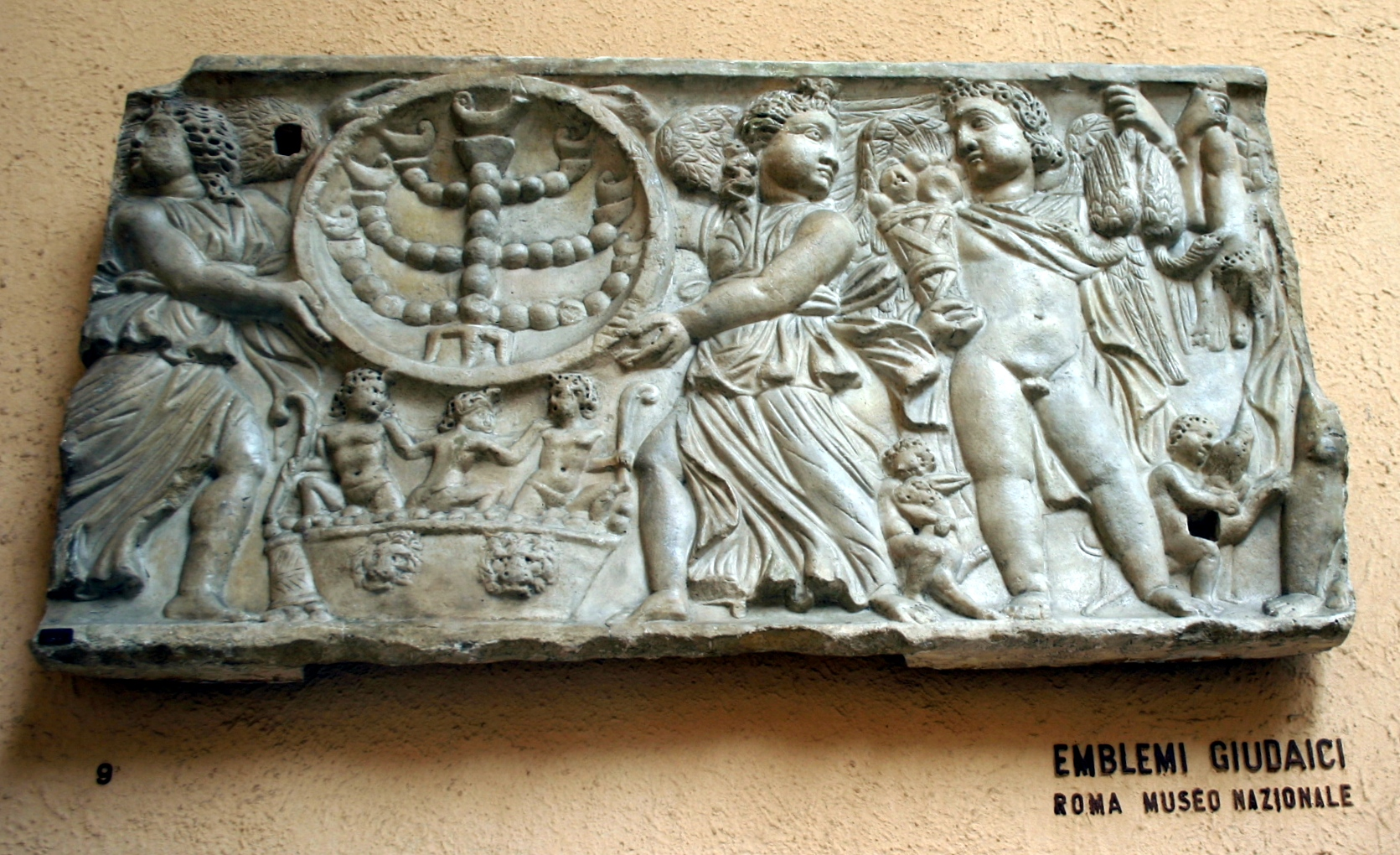
메노라를 들고 있는 푸토 한 쌍을 묘사한 2-3세기 부조에 대한 석고상 (원본은 로마 국립박물관)

전승에 따르면, 359년에 힐렐 2세가 히브리력을 만들었다고 하며, 이 히브리력은 관찰보다는 수학 계산을 기반으로 한 태음태양력 달력이다. 이 시기까지, 이스라엘 땅 밖의 모든 유대인 지역사회는 산헤드린이 허가한 관측 달력에 의존했는데, 이 달력은 유대교 휴일에 대해 적절하게 준수를 하는 데 필수적이었다. 그렇지만, 위협이 산헤드린의 판관들과 먼 지역사회들에 이들의 결정을 말해주던 전달자들을 위협했다. 종교적 박해가 지속되면서, 힐렐은 예루살렘의 관찰에 의존하지 않는, 언제나 쓸 수 있는 공인된 달력을 제공하기로 결정했다.
콘스탄티누스의 개종 이후 기독교를 거부한 유일한 황제인 율리아누스는 유대인들이 '오랜 기간 재건하기를 바라던 신성한 예루살렘'으로 돌아가고 성전을 복구하는 것을 허락했다. 하지만 율리아누스는 사산 제국과의 실패한 전쟁 때인 363년 6월 26일에 전사하고 말았고 제3성전은 이 당시 재건되지 않았다.
비잔티움-사산 전쟁 (602년-628년) 기간, 많은 유대인들은 이라클리오스의 유대 반란 당시 동로마 제국에 맞서며, 사산조가 로마의 이집트와 시리아 영토를 정복하는 데 성공적으로 협조했다. 이 사태에 대한 반응으로, 더욱 많은 반유대적 조치들이 동로마 영토 전역에서 취해졌고 저 멀리는 메로빙거 왕조 휘하의 프랑스 영토에서도 벌어졌다. 얼마 안 되어, 634년에, 무슬림 정복이 시작됐고, 이 기간 많은 유대인들은 일찍부터 동로마 지배자들에 맞서 다시 들고 일어났다.

## 로마 제국의 유대인 확산

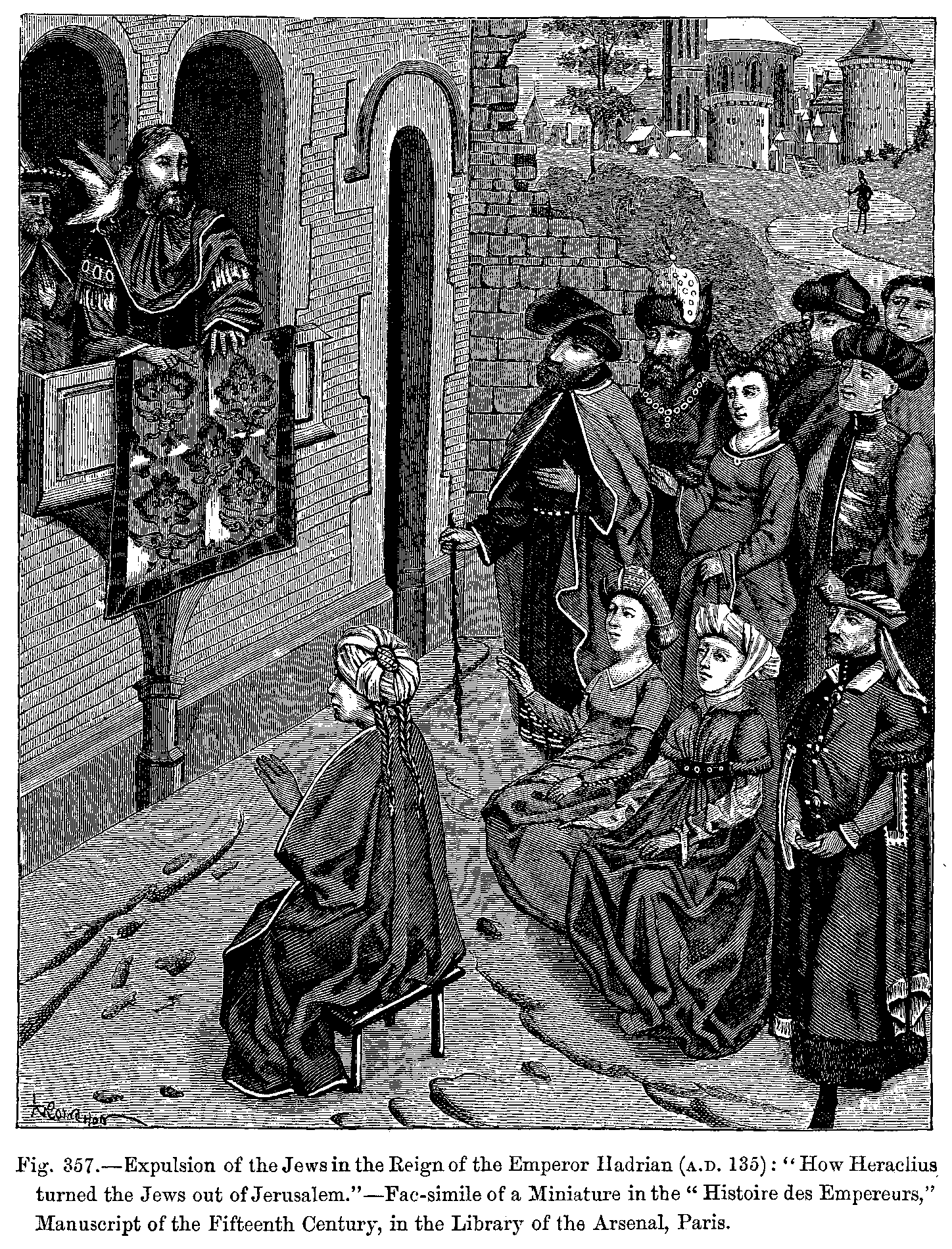
하드리아누스 황제 집권기 유대인들의 추방 (서기 135년): 헤라클리우스가 어떻게 유대인들을 예루살렘에서 쫓아냈는지. (Facsimile of a miniature in the Histoire des Empereurs, 파리 아스날 도서관의 15세기 필사본.)

1세기의 대반란과 2세기의 바르 코브바의 난 이후, 유대 지역의 파괴는 숭배의 중심지가 성전에서 랍비의 권위로 이동함에 따른, 전 세계로 유대인들의 확산에 결정적인 영향을 가했다.
몇몇 유대인들은 유대 정복 뒤에 노예로 팔리거나 포로로 운송되었으며, 그 외는 디아스포라에 동참하거나, 동시에 여전히 유대에 남아 있는 이들도 있었고 예루살렘 탈무드 작업을 시작했다. 디아스포라의 유대인들은 점차 로마 제국에 받아들여졌으나, 기독교의 성장에 따라 제한 사항들도 커졌다. 강제 추방과 박해들은 유대인들의 확산 그 자체 때문에 항상 통일된 형태가 아니던 국제 중심지의 유대인들의 삶에 상당한 변화를 일으켰다. 유대인 지역사회들은 그렇게 함으로써 유대에서 상당히 추방당했고 중동, 북아프리카, 유럽 등에 있던 로마의 여러 속주들로 보내졌다. 로마 유대인들은 근대에 도시 중산층과 연관된 성격을 발달시켰다.

## 같이 보기
- 유대사
- 비잔티움 제국의 유대사
- 이집트의 유대사
- 이탈리아의 유대사

## 추가 서적 자료
- Barclay, John M. G. 1996. Jews in the Mediterranean Diaspora from Alexander to Trajan (323 B.C.E.–117 C.E.). Edinburgh: T. & T. Clark.
- Goodman, Martin. 2000. State and Society in Roman Galilee, A.D. 132–212. London and Portland, OR: Vallentine Mitchell.
- Goodman, M. 2004. "Trajan and the Origins of Roman Hostility to the Jews." Past & Present 182: 3-29.
- Mclaren, James S. 2013. "The Jews in Rome during the Flavian Period." Antichthon 47:156-172.
- Pucci Ben Zeev, Miriam. 1998. Jewish Rights in the Roman World: The Greek and Roman Documents Quoted by Josephus Flavius. Tübingen, Germany: Mohr.
- Rutgers, Leonard Victor. 2000. The Jews in Late Ancient Rome: Evidence of Cultural Interaction in the Roman Diaspora. Leiden, The Netherlands: Brill.
- Schürer, Emil. 1973. The History of the Jewish People in the Time of Jesus Christ (175 B.C.–135 A.D.). Revised and edited by Emil Schürer, Géza Vermès, Fergus Millar, Matthew Black, and Martin Goodman. 2 vols. Edinburgh: T. & T. Clark.
- Smallwood, E. Mary. 1976. The Jews under Roman Rule. Leiden, The Netherlands: Brill.
- Stern, Menahem, ed. 1974. Greek and Latin Authors on Jews and Judaism. 3 vols. Jerusalem: Israel Academy of Sciences and Humanities.
- Varhelyi, Zsuzsanna. 2000. "Jews in Civic Life under the Roman Empire." Acta antiqua Academiae Scientiarum Hungaricae 40.1/4:471-478.
- Weitzmann, Kurt, ed. 1979.  Age of Spirituality: Late Antique and Early Christian Art, Third to Seventh Century. New York: The Museum.